# 1800년 주권국의 지도자 목록
다음은 1800년 주권국의 지도자 목록이다.

## 아시아
- 조선 : 제22대 왕 정조(1776년~1800년 8월 18일),  제23대 왕 순조(1800년 8월 23일~ 1834년) 및 정순왕후의 수렴청정
- 에도 막부

- 제119대 천황 고카쿠 천황(1780~1817년)
- 제11대 정이대장군: 도쿠가와 이에나리(1786~1837년)

- 류큐국: 제15대 국왕 쇼온 왕(1795~1802년)
- 청나라 : 제7대 황제 가경제(1796~1820년)
- 떠이선 왕조 : 응우옌꽝또안((Nguyễn Quang Toản/阮光纉)(1792~1802년)
- 코칸트 칸국: 알림 칸('Alim Khan) (1800~1809년)

## 아메리카
- 미국 : 제2대 대통령 존 애덤스(1797~1801년)